# Zamek w Choczu
Zamek w Choczu – nieistniejący niewielki zamek królewski z XIV wieku w mieście Chocz w południowej Wielkopolsce. W XVIII wieku w jego miejscu zbudowano klasycystyczny pałac.

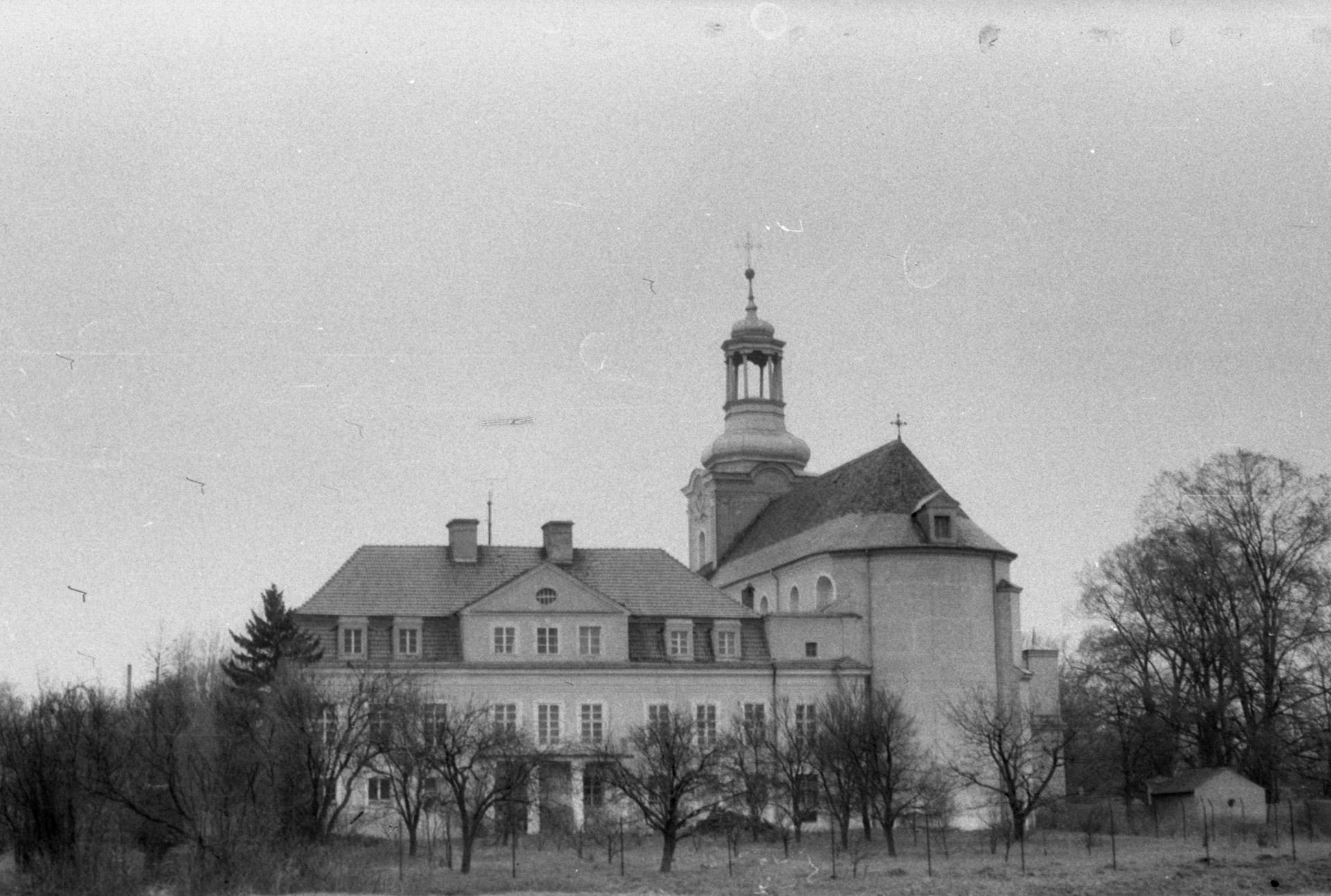
Pałac w miejscu zamku z kościołem kolegiackim

Chocz pojawia się w źródłach pisanych w 1294 r. 

## Zamek średniowieczny
W 1382 Bartosz Wezenborg zdobył wieś razem z murowanym dworem (curiae, domum), którego budowę XIV wieku rozpoczął król Kazimierz Wielki z przeznaczeniem na królewską stację podróżną na drodze z Kalisza do Pyzdr. Janko z Czarnkowa opisał to w sposób następujący: (...) następnie [Bartosz z Wezenborga na czele sił złożonych ze swego własnego oddziału i oddziału Mazowszan] ruszył do Chodcza, obwarował tam częstokołem dom, który zmarły król Kazimierz zaczął tam murować, i zostawiwszy w nim część swoich ludzi, przeszedł most na rzece Prośnie, przez siebie umyślnie w tym celu zbudowany, (...). 
Gotycki dom Kazimierza Wielkiego o wymiarach 11 x 30 metrów usytuowany jest w miejscu obecnego pałacu, który powtarza obrys średniowiecznego dworu z XIV wieku. Zbudowano go z cegły w wiązaniu gotyckim na fundamencie kamiennym, który następnie przykryto niewielkim kopcem ziemnym o wysokości 1,5 m i szerokości u podstawy 5 m. Narożniki opięto skarpami, długimi na 1,8 m i szerokimi na 1,5 m, usytuowanymi do ścian pod kątem prostym. Nie jest wykluczone, że budowa zainicjowana przez Kazimierza Wielkiego nie została ukończona. Obiekt ten przypominał niewielkie realizacje Kazimierza Wielkiego jakie wzniósł m.in. w Przedborzu lub Stopnicy mające charakter królewskich stacji podróżnych.
Miasteczko oraz zamek na przełomie XV/XVI w. było w rękach Ostrorogów, następnie Marczewskich, Trąmpczyńskich, a w XVII wieku Krzysztofa Mycielskiego i Lipskich. Andrzej Lipski, biskup i wielki kanclerz koronny, biskup kujawski, potem krakowski wystawił obok zamku jednonawowy kościół, rozbudowany do trzynawowego pod koniec XVIII w.
Najstarszy inwentarz obiektu pochodzi dopiero z 1780 r. Wjazd do niego prowadził przez drewniany most i piętrową murowaną bramę. Lustrator nie wspomniał o murach obronnych, ale wymienił mały dziedziniec. Nie mamy, więc pewności, czy w ogóle siedziba w Choczu posiadała obwód murowany. Wg opisu pod budynkiem znajdowały się trzy sklepy. Parter (pokój, kredens), poprzedzony sionką, a piętro (pokój, garderoba, z niej prowadziło wejście do loży kościelnej) zajmowało po dwa pomieszczenia.
Obiekt jest otoczony z trzech stron ukształtowaną w XVIII wieku fosą (około 16 m szerokości i 1,5 m głębokości) oraz strumykiem.

## Pałac infułatów
Około 1790 roku infułat chocki i opat lubiński Kazimierz Lipski herbu Grabie zbudował w miejscu bardzo już zrujnowanego zamku istniejący obecnie pałac. Budynek zbudowano na planie prostokąta z prostokątnym ryzalitem od południa a od strony północnej balkonem. Od strony wschodniej pałac połączony jest z kościołem za pośrednictwem prostokątnej zakrystii i skarbczyka (na piętrze loża). Pałacowa klatka schodowa (na osi) prowadząca do piwnicy, biegnie wzdłuż średniowiecznego, kamiennego muru. Część pomieszczeń piwnicznych przykrytych jest sklepieniem kolebkowym lub wtórnie stropami ceramicznymi Kleina. Na parterze w sali, w części zachodniej, dawne sklepienie krzyżowe zastąpiono stropem. Piętro pałacu zajmują sale reprezentacyjne i pokoje mieszkalne nakryte stropami. Otwory drzwiowe i okienne obecnie posiadają kształt prostokątny. Pałac nakryty jest dachem mansardowym. Obecnie pałac pełni funkcję plebanii i zamieszkiwany jest przez Zakon Braci Mniejszych Franciszkanów Prowincji Wniebowzięcia Najświętszej Marii Panny.
Badania archeologiczne w 1989 r. przeprowadził J. Tomala.